# Стортинг
Сто́ртинг (норв. Stortinget, букв. «большое собрание») — парламент Норвегии. 

## История
Стортинг происходит от раннесредневековых норвежских тингов, собраний представителей норвежских родов, на которых избирались короли, осуждались преступники, заключались договоры и улаживались споры.
В современном виде стортинг существует с 1814 года, когда 17 мая была принята норвежская конституция. Стортинг заседал всё время и во времена шведско-норвежской унии 1814—1905 года, и принял большое участие в её разрыве. 25 ноября 1905 стортинг избрал вместо шведского Оскара II нового, самостоятельного короля Норвегии — Хокона VII.
Стортинг всегда был де-юре однопалатным, но до внесения поправок в конституцию в 2009 году он был де-факто двухпалатным. Избранный населением стортинг избирал из числа своих депутатов одну четверть для формирования лагтинга, своего рода «верхней палаты», а оставшиеся три четверти составляли одельстинг или «нижнюю палату». Это разделение также использовалось в очень редких случаях импичмента. Первоначальная идея 1814 года заключалась в том, чтобы лагтинг действовал как настоящая верхняя палата, и туда помещались наиболее опытные члены стортинга. Позже, однако, состав лагтинга во многом повторял состав одельстинга, так что между ними было очень мало различий, и принятие законопроекта в лагтинге было по большей части формальностью..
Законопроекты представлялись в одельстинг правительством или членом одельстинга; членам лагтинга не разрешалось предлагать законы самостоятельно. Затем законопроект рассматривался постоянным комитетом, в состав которого входили представители одельстинга и лагтинга, и в некоторых случаях проводились слушания. В случае принятия одельстингом законопроект отправлялся в лагтинг на рассмотрение или доработку. Большинство законопроектов были приняты лагтингом без поправок, и были отправлены непосредственно королю на одобрение. Если лагтинг вносил поправки, законопроект отправлялся обратно в одельстинг. Если одельстинг одобрял поправки лагтинга, то закон отправлялся на подпись короля. Если этого не происходило, то законопроект возвращался в лагтинг. Если лагтинг предлагал поправки, то законопроект выносился на пленарное заседание стортинга и для его принятия требовалось одобрение большинства в две трети.
Предложение о внесении поправок в конституцию и отмене одельстинга и лагтинга было внесено в 2004 году и принято стортингом 20 февраля 2007 года (159 голосов против 1 при девяти отсутствовавших). Закон вступил в силу с вновь избранным стортингом в 2009 году.
Количество мест в стортинге менялось с годами. В 1882 году было 114 мест, увеличившись до 117 в 1903 году, 123 в 1906 году, 126 в 1918 году, 150 в 1921 году, 155 в 1973 году, 157 в 1985 году, 165 в 1989 году и 169 с 2005 года.

## Состав
Состоит из 169 депутатов (Stortingsrepresentant), избираемых сроком на 4 года.

## Компетенция
Основными задачами стортинга являются:
- издание законов
- принятие бюджета
- контроль над работой правительства

## Избирательная система
Количество депутатов, избираемых в норвежский парламент, составляет 169 человек, 150 из которых избираются по партийным спискам от фюльке, а оставшиеся 19 получают так называемые «уравнительные» мандаты (utjevningsrepresentanter). Также избираются резервные депутаты (Vararepresentant).

### Органы для регистрации кандидатских списков и подсчёта голосов
- на уровне избирательного участка - избирательное правление (Valgstyret), избирается коммунальным правлением
- на уровне фюльке - избирательное правление фюльке (Fylkesvalgstyret), избирается фюлькестингом
- на общегосударственном уровне - национальное избирательное правление (Riksvalgstyret), назначается государственным советом.

### Избирательные округа
- «Эуст-Агдер» (Aust-Agder) - 4 места;
- «Вест-Агдер» (Vest-Agder) - 6 мест;
- «Акерсхус» (Akershus) - 19 мест;
- «Бускеруд» (Buskerud) - 8 мест;
- «Финмарк» (Finnmark) - 5 мест;
- «Хедмарк» (Hedmark) - 7 мест;
- «Хордаланд» (Hordaland) - 16 мест;
- «Мёре-ог-Ромсдал» (Møre og Romsdal) - 8 мест;
- «Норланд» (Nordland) - 9 мест;
- «Оппланд» (Oppland) - 7 мест;
- «Осло» (Oslo) - 20 мест;
- «Рогаланд» (Rogaland) - 14 мест;
- «Согн-ог-Фьюране» (Sogn og Fjordane) - 4 места;
- «Телемарк» (Telemark) - 6 мест
- «Тромс» (Troms) - 6 мест;
- «Норд-Тронделаг» (Nord-Trøndelag) - 5 мест;
- «Сёр-Тронделаг» (Sør-Trøndelag) - 10 мест;
- «Вестфольд» (Vestfold) - 7 мест;
- «Остфольд» (Østfold) - 9 мест.

## Структура
- Возглавляет стортинг президент стортинга (Stortingspresident) и пять вице-президентов стортинга (visepresident). В настоящее время (с 2021 г.) это представитель Рабочей партии Масуд Гараххани.
- Президент и вице-президенты стортинга образуют президиум стортинга (Stortingets presidentskap).
- 169 депутатов стортинга в настоящее время входят в 9 партийных фракций. Каждая фракция имеет своего председателя, официального представителя и правление. Члены фракционных правлений автоматически являются также членами парламентских комиссий по иностранным делам и по конституционному праву.

## Комитеты
В стортинге работает 13 комитетов. Каждый депутат парламента участвует в работе какого-либо из них. В комитетах пропорционально представлены как партии, так и провинции страны. Туда входят от 11 до 20 депутатов, после создания комитета члены выбирают председателя, официального представителя и секретаря. Заседания комиссий проходят в открытом режиме. 
- (политико-правовые вопросы)
  - Комитет по юстиции (Justiskomiteen)
  - Комитет по иностранным делам и обороне (Utenriks- og forsvarskomiteen)
  - Контрольный и конституционный комитет (Kontroll- og konstitusjonskomiteen)
- (экономические вопросы)
  - Комитет по электроэнергетике и окружающей среде (Energi- og miljøkomiteen)
  - Комитет по транспорту и связи (Transport- og kommunikasjonskomiteen)
  - Комитет по финансам (Finanskomiteen)
- (гуманитарные вопросы)
  - Комитет по образованию и науке (Utdannings- og forskningskomiteen)
  - Комитет по труду и социальному обеспечению (Arbeids- og sosialkomiteen)
  - Комитет по делам культуры и семьи (Familie- og kulturkomiteen)
  - Комитет по здравоохранению (Helse- og omsorgskomiteen)

## Статус депутата
Каждый депутат пользуется правом личной неприкосновенности. На 2002 год годовая зарплата депутата стортинга составляла примерно 70 тысяч евро. Депутаты не имеют права добровольно вернуть свои мандаты. Исключение делается лишь для случаев, когда депутат парламента назначается министром. Любой гражданин может наблюдать за ходом дебатов в стортинге, находясь на специальной галерее, а депутат, который голосует «против», не только нажимает на соответствующую кнопку, но и встаёт со своего места, демонстрируя своё несогласие с происходящим.

## Законодательный процесс
Законодательный процесс в Норвегии представляет собой конституционную процедуру принятия Стортингом законов, требующая последующего королевского санкционирования, после чего принятый закон публикуется и обретает свою юридическую силу.
Правом законодательной инициативы обладают члены Стортинга и Государственный Совет. После поступления законопроекта он направляется в соответствующий постоянный комитет Стортинга, где будет детально рассмотрен и изучен. На первом чтении обсуждается доклад постоянного комитета и рассматриваются его рекомендации. Если законопроект отклонён, процедура заканчивается. Во время второго чтения происходит голосование в целом по предложенному законопроекту, если же депутатами предлагаются какие-либо новые поправки, которые не рассматривались при первом чтении, Стортинг переходит к третьему чтению. После принятия законопроекта на заседании Стортинга, он подлежит направлению королю Норвегии для санкционирования и последующей публикации. Подпись короля подлежит обязательной контрассигнации со стороны премьер-министра
Норвержская конституция предоставляют королю применять право вето и не давать королевского согласия на подписание любого законопроекта, принятого Стортингом. Если король когда-либо решит воспользоваться этой привилегией, Конституция Норвегии предусматривает механизм для преодоления королевского вето: если законопроект принят без изменений в идентичной редакции в ходе двух сессий Стортинга, сформированного после двух последовательных выборов, и в этот промежуток времени не принято другого закона, расходящегося с его положениями, законопроект становится законом без санкции короля.